# 尚特奈-维勒迪约
尚特奈-维勒迪约（法語：Chantenay-Villedieu，法語發音：[ʃɑ̃tnɛ vildjø]）是法国萨尔特省的一个市镇，属于拉弗莱什区。该市镇于1839年由原市镇尚特奈（Chantenay）和维勒迪约（Villedieu）合并而成。

## 地理
尚特奈-维勒迪约（47°55'15"N, 0°9'40"W）面积27.74 平方千米，位于法国卢瓦尔河地区大区萨尔特省，该省份为法国西北部内陆省份，北起顺时针与奥恩省、厄尔-卢瓦省、卢瓦-谢尔省、安德尔-卢瓦尔省、曼恩-卢瓦尔省和马耶讷省接壤，是法国大西部的入口，连接卢瓦尔河谷、布列塔尼和巴黎盆地。
与尚特奈-维勒迪约接壤的市镇（或旧市镇、城区）包括：塔塞、热河畔瓦隆、舍维莱、韦格尔河畔丰特奈、皮尔米勒、圣旺昂香槟、圣皮埃尔德布瓦。

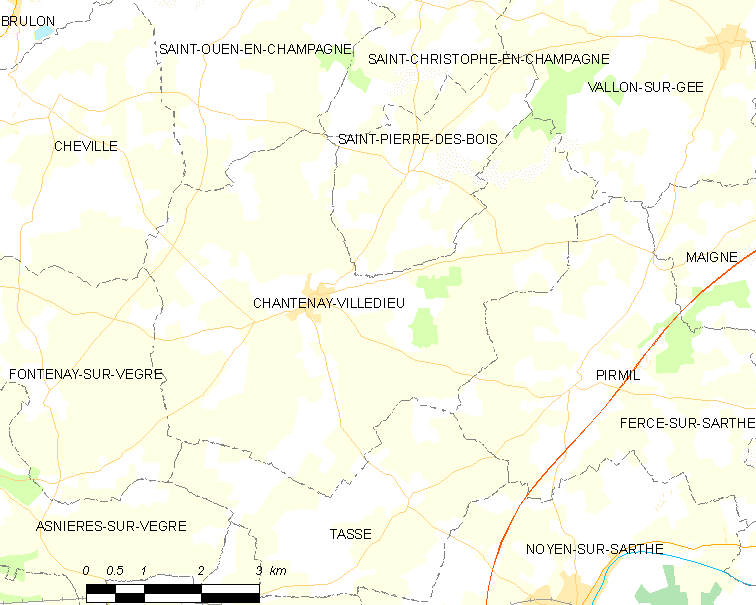
尚特奈-维勒迪约的OSM定位图

尚特奈-维勒迪约的时区为UTC+01:00、UTC+02:00（夏令时）。

## 行政
尚特奈-维勒迪约的邮政编码为72430，INSEE市镇编码为72059。

## 政治
尚特奈-维勒迪约所属的省级选区为卢埃县。

## 人口

1962-2008年间尚特奈-维勒迪约人口变化图示

尚特奈-维勒迪约于2022年1月1日时的人口数量为816人。